# Copelatus jocosus
Copelatus jocosus är en skalbaggsart som beskrevs av Guignot 1955. Copelatus jocosus ingår i släktet Copelatus och familjen dykare. Inga underarter finns listade i Catalogue of Life.